# 二道桥 (乌鲁木齐)
二道桥（維吾爾語：دۆڭكۆۋرۈك‎，拉丁维文：Döngkövrük，意为“拱桥”）地处中华人民共和国新疆维吾尔自治区乌鲁木齐市天山区解放南路一带，由曾经在此架设的木桥而得名。该地区原住民主要是维吾尔族，此外哈萨克族、柯尔克孜族、蒙古族、回族、塔吉克族以及塔塔尔族等其他民族的居民也居住在此。现已成为乌鲁木齐市的一個少数民族商贸区。

## 名称由来
乌鲁木齐河曾有一条小支流名为二道湾，河水自东向西流入乌鲁木齐河。现在的洋行清真寺附近的二道湾上曾有一座头道桥。在距离头道桥300米左右的地方，也就是现在的天池路东和解放南路交汇之处曾有一座宽大约4米，长约10米，跨度超过2米的木质桥梁，桥梁为南北走向，并装有有木质栏杆，这座桥便是二道桥。在当时，二道桥是该地区的主要建筑物，不过到了1957年，原来的二道桥被拆除，二十世纪70年代末，二道湾也因为干涸被填平。虽然木桥已经消失，但是“二道桥”却逐步演化成该片地区的称谓。一些当地居民也称二道桥为“二道桥子”。

## 地理位置
二道桥位于乌鲁木齐市东南部的天山区，总面积约171平方公里。二道桥由主路、辅街、小路等形式构成。主要街道解放南路和胜利路从南到北贯穿二道桥，构成了二道桥的轴线。水巷、撒拉寺巷、民俗风情一条街、胜利路二巷、胜利路一巷等坐落在轴线以东，河坝巷、河坝前巷、领馆巷、龙泉街南巷、龙泉街北巷等坐落在轴线以西。北端为新市路，南端为胜利路一巷和河坝巷。东西方向有乌鲁木齐外环路穿过。另外还有若干小街巷共同构成了二道桥。二道桥与河滩快速路仅相隔一个路口，距离乌鲁木齐大十字商业中心大概1.5公里，离乌鲁木齐南站大约有20分钟路程。

## 历史沿革
乾隆年间，迪化（今乌鲁木齐）城的城里人与附近游牧的哈萨克人在迪化南门（肇阜门）附近以茶换马，这里便形成了现在“马市巷”。这也成为了现在二道桥商业的雏形。18世纪中叶，民族商贩、附近的农牧民开始在南门外云集。疆内外如褡裢布、白大布、和田地毯以及具有民族特色的手工艺品和农副产品开始汇聚在此，逐步形成市场。乾隆二十三年（公元1758年）在该地区建立了迪化南关土城。光绪七年（公元1881年），《伊犁条约》签订，迪化成为俄商贸易区。南关地区皇城巷（今二道桥）以南到三屯碑，西从西河坝（今新华南路一带）到东边的羊毛湖（今乌鲁木齐延安公园）被划为“洋行街”。俄商成为当时外商的主流。1907年前后，俄商开设在当地的洋行八大家崛起，二道桥周围的商户也受到影响开始兴起民族商贸，二道桥变成了洋货商品的聚集地。
辛亥革命以后，洋行开始衰落。俄国十月革命后，中国更是收回了贸易圈的管理和使用权。原来的贸易圈逐渐消失。迪化市当地政府在此搭起了12米宽、两层楼高的“天棚”。商人们开始在此摆摊营业，维吾尔人的社区开始形成。1922年，俄商开始在此开放商埠。1924年原来的贸易圈又开始被使用并被扩建。1928年瑞典冒险家斯文·赫定发现这里房屋、商铺布局凌乱，道路也很狭窄。之后政府开始对二道桥进行规划。到了30年代，俄国伊林米克在迪化开设洋行，使得贸易圈的势力进入二道桥。1938年。二道桥的集市为逐渐增多的商人提供更好的沟通联系的方式。到了民国三十二年（公元1943年），新疆经济发展缓慢，商业萧条，物资匮乏。二道桥地区的货源日趋紧张，从国外和内地来的货物很少，市场上主要以农副产品和手工业产品为主。
新疆和平解放后，二道桥附近的城墙被拆除，护城河被填平。地下排水系统的修建使得当地的桥失去了其本身的功能。该地区成为繁荣的商业聚集地。当地经营着土特产、民族靴鞋、马车套具等大小贸易。1959年，由国家投资，自治区商业厅负责，在解放南路与天池路交汇处兴建的二道桥百货商店正式开业。半弧形三层的二道桥百货商店的开业逐步取代了个体商户的经营。当时二道桥地区最有影响力的是百货商店、外贸局和苏联领事馆。文化大革命期间，集体性质的商店取代了个体商户，二道桥曾经活跃的农民、手工艺者、商贩因为当时的政策纷纷进入工厂当了工人。即便在个体商户逐渐没落的时期，二道桥依然能看到倒卖票证，以物换物的“黑市”存在。
到了1970年代末，当时的二道桥团结剧场门前渐渐出现了卖烤肉、羊头羊蹄的夜市摊位。二道桥百货商店更名为了乌鲁木齐市民族用品商场。1979年到1982年，天池路南侧修建了二道桥市场。将近8000平方米的二道桥市场逐步将周围的小商铺吸收，成为新疆当时新疆最大最全的民族日用品专营市场。到了二十世纪90年代初，这里有汉族、维吾尔、回族、塔塔尔族、锡伯族、乌兹别克族、俄罗斯族等民族商贩超过600户。也由于乌鲁木齐的经济转型，外资企业、工农业、交通迅速发展。二道桥市场成为中亚最大的物资集散地、商品贸易中心和金融中心。90年代后期，二道桥随着贸易增多，交通逐渐拥挤，基础设施也开始老化。1999年3月，乌鲁木齐市成立指挥部开始对二道桥市场进行大规模改造。2002年8月18日，在原二道桥农贸市场附近建立起了总建筑面积3.5万平方米的二道桥市场。2003年，在二道桥市场前建设二道桥步行街。步行街上曾在当年木桥的大致位置建立起了一组二道桥主题的铜像。该雕塑在2009年秋天因天池路规划而被拆除。2004年二道桥民俗风情街被列入“乌鲁木齐新十景”。2009年7月5日，乌鲁木齐七五事件发生，二道桥是该事件的核心区域之一。2015年，二道桥·新疆民俗风情街被授予国家3A级景区称号。2017年，二道桥片区的老城区改造提升工程启动，旨在修补城市并完善功能，解决了小区卫生脏乱差、道路不平整、电线电缆杂乱等问题，从而营造了更为整洁宜居的生活环境。此举被部分西方媒体歪曲为对乌鲁木齐穆斯林社区的破坏。2019年6月28日，乌鲁木齐地铁1号线二道桥站隨著1号线「八楼站—三屯碑站」段正式通車而啟用。
另外，坐落在二道桥和平南路还有一处新疆小巴扎，小巴扎面积超过7千平方米，地下一层是美食城，地上有四层，一楼为展示玉文化的玉器城，二楼为新疆特产超市，三楼主营新疆手工艺品，四楼则是演出厅。金泉商城也坐落在二道桥内，由原阿克达工贸公司的商户搬迁至此。最初因离开熟悉的环境，搬迁至别处经营很多商户不愿搬迁至此。最初试营业时原来527户商户仅不到300户搬迁。后来，金泉商城利用互联网等方式打通了销售渠道，且金泉商城地理位置优越。使得商户增加到超过850户，日均顾客从不到1000人增长到9000人。

### 国际大巴扎
2003年，在二道桥市场对面建立起了新疆国际大巴扎。2015年，坐落在二道桥的新疆国际大巴扎被授予国家4A级景区称号。国际大巴扎建筑群面积10万平方米。包括6100平方米的大巴扎宴会厅，8000平方米的大巴扎美食广场，600平方米的露天剧场，一座清真寺和80米高的观光塔。内有接近1万个商铺以及家乐福大巴扎店。其商品包括挂毯、铜器、玉器、民族乐器、英吉沙刀具、中草药以及各类手工制品。同时，国际大巴扎内也有各类美食，比如烤全羊、烤馕、大盘鸡、烤鱼、那仁等新疆美食。2018年，新疆国际大巴扎的靓化工程启动并于当年8月完成，该工程增长了大巴扎步行街，步行街分为文创文旅和“非遗”项目街区、国际时尚街区以及大巴扎美食街区。2019年6月28日，乌鲁木齐地铁一号线二道桥站正式启用。
大巴扎步行街二期占地104亩，二期规划范围从西边的的龙泉街南巷向东至双庆巷，从北边的龙泉街向南到天池路。由南向北规划了A区、B区、C区。2019年8月大巴扎步行街二期A区正式启用。A区占地面积约2．09万平方米，建筑面积约3．6万平方米，地上共四层，一层8000多平米有土陶制作、挂毯文化、文博馆。二层是打造和田玉文化高地，三层为全息剧院，四层为宴厅。地下为停车库，可停放大概300辆车。

## 周边交通
二道桥街区位于乌鲁木齐老城区核心地段，公共交通便利。
 █ 乌鲁木齐地铁1号线：二道桥站